# Liga de fútbol americano de Costa Rica
El Campeonato Nacional de Fútbol Americano es la liga mayor de fútbol americano de Costa Rica, fundada en 2008 y organizada por la Federación de Fútbol Americano de Costa Rica.
En 2019 el Campeonato fue organizado por la CRFL (Costa Rica football league)

## Historia
El primer antecedente del fútbol americano organizado en Costa Rica, se remonta al año 2000, cuando un grupo de jugadores costarricenses y extranjeros radicados en Costa Rica conformaron un equipo para enfrentar al equipo Panamá Dragons con victoria para el bando costarricense por 8-6, sin embargo sería hasta 2008 que se retomaría y se conformaría una liga.
La liga se ha desarrollado desde 2009, llevándose a cabo durante sus primeras dos temporadas bajo la organización denominada Federación Costarricense de Fútbol Americano y posteriormente bajo la Federación de Fútbol Americano de Costa Rica, siendo esta última la única reconocida por el Instituto Costarricense del Deporte y la Recreación, la Federación Panamericana de Fútbol Americano y la Federación Internacional de Fútbol Americano.
Para el 2019 se crea una nueva liga la CRFL (Costa Rica football league) misma q tiene respaldo internacional, este campeonato se jugó con 5 equipos Bulldogs, Toros,Leones, Dragons,y la únion de Pumas con Knights,al final de este campeonato se proclama campeón el equipo de Leones quien rompe la hegemonía de toros y bulldogs con la particularidad que logra el trono utilizando únicamente jugadores costarricenses, la nueva liga sigue creciendo y da esperanzas de una gran futuro para el football americano de Costa Rica 

### Bajo la FCFA
Organizada por la FCFA, la liga se fundó en 2008 y tuvo su debut en 2009.
En primera instancia la liga estaba compuesta por 6 equipos: Black Gators, Bulldogs, Dragons, Mustangs, Tiburones y Toros, equipos que disputaron la primera temporada, que se extendió desde el sábado 14 de marzo de 2009 hasta el sábado 13 de junio del mismo año, día en que se disputó el primer Tico Bowl que coronaría a Toros como campeón, tras este torneo Black Gators y Dragons abandonarían la liga.
Para la segunda temporada(2010), participaron los restantes 4 equipos originales y se sumó el equipo Raptors.

### Bajo la FEFACR
La liga jugó su primera temporada organizada por la Federación de Fútbol Americano de Costa Rica en 2011, contando con todos los equipos que participaran anteriormente, a excepción de Black Gators y Mustangs, además del recién fundado: Rhynos. Tras esta temporada Tiburones abandonaría la liga.
La temporada 2012 se disputó con los 5 equipos restantes de la temporada 2012, al finalizar esta temporada, el plantel y entrenadores del equipo Rhynos se uniría a una nueva organización para denominarse Saints.
En 2013, nuevamente se disputó con la participación de 5 equipos, a saber: Bulldogs, Dragons, Raptors, Toros y los nuevos llegados: 
Saints.

## Equipos

### Otros equipos
- Jaguares: apareció en 2009, tomando como base el equipo de Black Gators, pero nunca participó, se uniría a Scorpions en la segunda mitad de 2010.
- Scorpions: apareció en 2009, desapareció a principios de 2011 sin participar.
- Heredia Spartans: en formación

## Campeonato 2013
| Equipo   | PJ | PG | PP | PTS+ | PTS- | DIF PTS |
| -------- | -- | -- | -- | ---- | ---- | ------- |
| Toros    | 5  | 5  | 0  | 181  | 53   | 128     |
| Bulldogs | 5  | 3  | 2  | 168  | 72   | 96      |
| Saints   | 4  | 2  | 2  | 68   | 120  | -52     |
| Raptors  | 5  | 2  | 3  | 77   | 81   | -4      |
| Dragons  | 5  | 0  | 5  | 28   | 196  | -168    |

Semana 1
| 2 de febrero de 2013 - 14:00 | Raptors | 41:0 | Dragons | Estadio Jorge Hernán "Cuty" Monge, Desamparados, Costa Rica |  |

| 2 de febrero de 2013 - 18:00 | Toros | 31:17 | Bulldogs | Estadio Jorge Hernán "Cuty" Monge, Desamparados, Costa Rica |  |

Semana 2
| 9 de febrero de 2013 - 14:00 | Toros | 39:6 | Raptors | Estadio Jorge Hernán "Cuty" Monge, Desamparados, Costa Rica |  |

| 9 de febrero de 2013 - 18:00 | Dragons | 28:34 | Saints | Estadio Jorge Hernán "Cuty" Monge, Desamparados, Costa Rica |  |

Semana 3
| 16 de febrero de 2013 - 14:00 | Saints | 6:46 | Toros | Estadio Jorge Hernán "Cuty" Monge, Desamparados, Costa Rica |  |

| 16 de febrero de 2013 - 18:00 | Bulldogs | 28:0 | Raptors | Estadio Jorge Hernán "Cuty" Monge, Desamparados, Costa Rica |  |

Semana 4
| 23 de febrero de 2013 - 14:00 | Bulldogs | 34:14 | Saints | Estadio Jorge Hernán "Cuty" Monge, Desamparados, Costa Rica |  |

| 23 de febrero de 2013 - 18:00 | Toros | 38:0 | Dragons | Estadio Jorge Hernán "Cuty" Monge, Desamparados, Costa Rica |  |

Semana 5
| 2 de marzo de 2013 - 14:00 | Dragons | 0:65 | Bulldogs | Estadio Jorge Hernán "Cuty" Monge, Desamparados, Costa Rica |  |

| 2 de marzo de 2013 - 18:00 | Raptors | 12:14 | Saints | Estadio Jorge Hernán "Cuty" Monge, Desamparados, Costa Rica |  |

Semana 6
| 9 de marzo de 2013 - 14:00 | Bulldogs | 24:27 | Toros | Estadio Jorge Hernán "Cuty" Monge, Desamparados, Costa Rica |  |

| 9 de marzo de 2013 - 18:00 | Dragons | 0:18 | Raptors | Estadio Jorge Hernán "Cuty" Monge, Desamparados, Costa Rica |  |

Semana 7
| 16 de marzo de 2013 - 14:00 | Saints | -:- | Dragons | Estadio Jorge Hernán "Cuty" Monge, Desamparados, Costa Rica |  |

| 16 de marzo de 2013 - 18:00 | Raptors | -:- | Toros | Estadio Jorge Hernán "Cuty" Monge, Desamparados, Costa Rica |  |

Semana 8
| 23 de marzo de 2013 - 14:00 | Raptors | -:- | Bulldogs | Estadio Jorge Hernán "Cuty" Monge, Desamparados, Costa Rica |  |

| 23 de marzo de 2013 - 18:00 | Toros | -:- | Saints | Estadio Jorge Hernán "Cuty" Monge, Desamparados, Costa Rica |  |

Semana 9
| 6 de abril de 2013 - 14:00 | Dragons | -:- | Toros | Estadio Jorge Hernán "Cuty" Monge, Desamparados, Costa Rica |  |

| 6 de abril de 2013 - 18:00 | Saints | -:- | Bulldogs | Estadio Jorge Hernán "Cuty" Monge, Desamparados, Costa Rica |  |

Semana 10
| 13 de abril de 2013 - 14:00 | Saints | -:- | Raptors | Estadio Jorge Hernán "Cuty" Monge, Desamparados, Costa Rica |  |

| 13 de abril de 2013 - 18:00 | Bulldogs | -:- | Dragons | Estadio Jorge Hernán "Cuty" Monge, Desamparados, Costa Rica |  |

Semifinal
| 20 de abril de 2013 - 14:00 | 2.º Finalista | -:- | 3.º finalista | Estadio Jorge Hernán "Cuty" Monge, Desamparados, Costa Rica |  |

### Super Tazón de Costa Rica 2013
| 27 de abril de 2013 - 14:00 | 1er Finalista | -:- | Ganador Semifinal | Estadio Nacional, San José, Costa Rica |  |

## Registros
Datos estadísticos de la Liga.